# Per Classon
Per Classon, född 1961, är en svensk jurist.
Per Classon avlade juris kandidatexamen 1988, gjorde tingstjänstgöring 1990–1992 och blev assessor i Kammarrätten i Stockholm 1996. Han arbetade därefter som jurist på Skandinaviska Enskilda Banken 1997–1998 och därefter inom det statliga kommittéväsendet som kommittésekreterare i den parlamentariska fastighetsbeskattningskommittén 1998–2000. Classon var rättssakkunnig i Finansdepartementet 2001–2004, departementsråd i Finansdepartementet 2005–2009 samt finansråd och avdelningschef för Finansdepartementets Skatte- och tullavdelning 2009–2014. Han utnämndes 2014 till justitieråd i Högsta förvaltningsdomstolen.